# Frat Party at the Pankake Festival
Frat Party at the Pankake Festival là DVD tài liệu đầu tiên của Linkin Park, được phát hành vào ngày 20 tháng 11 năm 2001 thông qua Warner Bros. Records và Warner Reprise Video. Đĩa DVD do Bill Berg-Hillinger, Joe Hahn, David May và Angela Smith sản xuất.

## Tóm lược
Album mô tả ban nhạc trong quá trình lưu diễn cho album đầu tay, Hybrid Theory . Nó có tất cả bốn video âm nhạc của ban nhạc vào thời điểm đó, cộng với các video âm nhạc "Cure for the Itch" và "Points of Authority" (video sau được sử dụng để quảng cáo cho DVD). Nó cũng bao gồm các tính năng đặc biệt và một số quả trứng Phục sinh ẩn, có thể dùng để mở khóa các tính năng đặc biệt khác.

## Danh sách chương
| STT | Nhan đề                  | Thời lượng |
| --- | ------------------------ | ---------- |
| 1.  | "Intro"                  | 1:51       |
| 2.  | "Papercut"               | 3:12       |
| 3.  | "Beginnings"             | 5:24       |
| 4.  | "Points of Authority"    | 3:30       |
| 5.  | "The Live Show"          | 3:17       |
| 6.  | ""Crawling" Video Shoot" | 1:21       |
| 7.  | "Crawling"               | 3:35       |
| 8.  | "Touring"                | 9:28       |
| 9.  | "Cure for the Itch"      | 0:54       |
| 10. | "The Band"               | 7:56       |
| 11. | "One Step Closer"        | 2:55       |
| 12. | "The Future"             | 2:43       |
| 13. | "In the End"             | 3:36       |
| 14. | "End"                    | 0:16       |

| Tính năng đặc biệt | Tính năng đặc biệt                                    | Tính năng đặc biệt |
| STT                | Nhan đề                                               | Thời lượng         |
| ------------------ | ----------------------------------------------------- | ------------------ |
| 1.                 | "Making of In the End Video"                          | 12:42              |
| 2.                 | "Crawling Live Music Video with Multiangles"          | 4:07               |
| 3.                 | "Mike and Joe's Art Piece"                            | 1:35               |
| 4.                 | "Chester's Tattoos"                                   | 1:23               |
| 5.                 | "Crawling Bryson Bluegrass Version" (chỉ có âm thanh) | 4:06               |
| 6.                 | "High Voltage" (chỉ có âm thanh)                      | 3:45               |
| 7.                 | "My December" (chỉ có âm thanh)                       | 4:23               |
| 8.                 | "LPTV"                                                | 12:22              |
| 9.                 | "Weblink"                                             |                    |

## Khách mời
Các thành viên của Disturbed là David Draiman và Dan Donegan xuất hiện trong một cảnh của DVD, trong đó Draiman đang cố gắng đoán cách phát âm tên "Linkin Park", bên cạnh đó Donegan thì đang nói "Lick My Part". Tay đẩy đĩa của Slipknot là Sid Wilson xuất hiện trong đĩa DVD, trong đó anh ta đang thử nghiệm bàn xoay của Joe Hahn. Các thành viên của Deftones như Chino Moreno và Stephen Carpenter xuất hiện trong một vài cảnh, trong đó họ được chụp một bức ảnh trước khi trình diễn tại một buổi hòa nhạc.

## Nhân sự

### Linkin Park
- Chester Bennington - giọng ca chính
- Rob Bourdon - trống
- Brad Delson - guitar chính
- Joe Hahn - DJ, sampling
- Dave "Phoenix" Farrell - bass
- Mike Shinoda - MC, hát, nhịp, sampling, guitar nhịp

### Sản xuất
- Được sản xuất bởi Bill Berg-Hillinger cho Id Playground và Mr.Hahn
- Điều hành sản xuất: Mr.Hahn
- Biên tập bởi Bill Berg-Hillinger
- Nhà sản xuất DVD-video: David May cho Warner Bros. Records và Angela Smith cho Metropolis DVD
- Thiết kế menu và hoạt ảnh: Sean Donnelly, Metropolis DVD
- Giám đốc kỹ thuật: James Moore, Metropolis DVD
- Quyền tác giả DVD bởi Metropolis DVD, NYC
- Đại diện trên toàn thế giới: Rob McDermott cho The Firm
- Đại diện bổ sung bởi: Carey Segura và Ryan DeMarti
- Đại lý đặt vé: Mike Arfin cho Artist Group International
- Pháp lý: Danny Hayes cho Selvern, Mandelbaum và Mintz
- Giám đốc kinh doanh: Michael Oppenheim và Jonathan Schwartz cho Gudvi, Chapnick và Oppenheim
- Nhiếp ảnh trọn gói: James Minchin III
- Chỉ đạo và thiết kế nghệ thuật: Tom Peanutz

## Bảng xếp hạng
| Bảng xếp hạng (2002)                      | Vị trí cao nhất |
| ----------------------------------------- | --------------- |
| DVD âm nhạc Úc (ARIA)                     | 7               |
| DVD âm nhạc Thụy Điển (Sverigetopplistan) | 7               |
| Video âm nhạc Anh Quốc (OCC)              | 1               |

## Chứng nhận
| Quốc gia                                                                           | Chứng nhận | Số đơn vị/doanh số chứng nhận |
| ---------------------------------------------------------------------------------- | ---------- | ----------------------------- |
| Úc (ARIA)                                                                          | Gold       | 7.500^                        |
| Brasil (Pro-Música Brasil)                                                         | Gold       | 25.000*                       |
| Anh Quốc (BPI)                                                                     | Gold       | 25.000^                       |
| Hoa Kỳ (RIAA)                                                                      | Platinum   | 100.000^                      |
| * Chứng nhận dựa theo doanh số tiêu thụ. ^ Chứng nhận dựa theo doanh số nhập hàng. |            |                               |